# Fußball-Weltmeisterschaft 2002/Costa Rica
Die costa-ricanische Nationalmannschaft bei der Fußball-Weltmeisterschaft 2002 in Japan und Südkorea:

## Qualifikation
Costa Rica war wegen des Erfolges im CONCACAF Gold Cup 2002 direkt für die Zwischenrunde qualifiziert. Dort traf man auf die USA, Guatemala und Barbados. Nach einer Auftaktniederlage gegen Barbados konnte man sich gegen die USA im darauffolgenden Spiel steigern und etwas überraschend mit 2:1 gewinnen. Am letzten Spieltag hätte gegen Guatemala ein Unentschieden zum Erreichen der Finalrunde gereicht, allerdings verlor man mit 1:2. Beide Teams hatten damit 10 Punkte bei einem Torverhältnis von 9:6. Zudem gewannen beide Teams im direkten Vergleich ihr Heimspiel mit 2:1. Folglich musste ein Entscheidungsspiel über das Weiterkommen entscheiden. Das Spiel fand in Miami statt und ging klar mit 5:2 an Costa Rica, die sich damit die Chance auf die WM-Qualifikation wahrten.
In der Endrunde hatte Costa Rica überraschend wenig Probleme. Als Tabellenerster, deutlich vor den Favoriten aus Mexiko und den USA, qualifizierte man sich nach 1990 das zweite Mal für eine WM-Endrunde.
Zwischenrunde:
| Barbados   | – | Costa Rica |  | 2:1 |
| Costa Rica | – | USA        |  | 2:1 |
| Costa Rica | – | Guatemala  |  | 2:1 |
| Costa Rica | – | Barbados   |  | 3:0 |
| USA        | – | Costa Rica |  | 0:0 |
| Guatemala  | – | Costa Rica |  | 2:1 |

Entscheidungsspiel:
| Costa Rica | – | Guatemala |  | 5:2 |

Endrunde:
| Costa Rica      | – | Honduras        |  | 2:2 |
| Costa Rica      | – | Trinidad/Tobago |  | 3:0 |
| USA             | – | Costa Rica      |  | 1:0 |
| Mexiko          | – | Costa Rica      |  | 1:2 |
| Costa Rica      | – | Jamaika         |  | 2:1 |
| Honduras        | – | Costa Rica      |  | 2:3 |
| Trinidad/Tobago | – | Costa Rica      |  | 0:2 |
| Costa Rica      | – | USA             |  | 2:0 |
| Costa Rica      | – | Mexiko          |  | 0:0 |
| Jamaica         | – | Costa Rica      |  | 0:1 |

## Aufgebot Costa Ricas
| Nr.               | Name                | Verein vor WM-Beginn | Geburtstag | Spiele   | Tore     |          |          |          |          |
| Torhüter          | Torhüter            | Torhüter             | Torhüter   | Torhüter | Torhüter | Torhüter | Torhüter | Torhüter | Torhüter |
| ----------------- | ------------------- | -------------------- | ---------- | -------- | -------- | -------- | -------- | -------- | -------- |
| 1                 | Erick Lonnis        | CD Saprissa          | 09.09.1965 | 3        | 0        | 0        | 0        | 0        |          |
| 18                | Álvaro Mesén        | LD Alajuelense       | 24.12.1972 | 0        | 0        | 0        | 0        | 0        |          |
| 23                | Lester Morgan       | CS Herediano         | 25.03.1976 | 0        | 0        | 0        | 0        | 0        |          |
| Abwehrspieler     |                     |                      |            |          |          |          |          |          |          |
| 2                 | Jervis Drummond     | CD Saprissa          | 08.09.1976 | 0        | 0        | 0        | 0        | 0        |          |
| 3                 | Luis Marín          | LD Alajuelense       | 10.08.1974 | 3        | 0        | 1        | 0        | 0        |          |
| 4                 | Mauricio Wright     | CS Herediano         | 07.11.1971 | 3        | 1        | 0        | 0        | 0        |          |
| 5                 | Gilberto Martínez   | CD Saprissa          | 01.10.1979 | 3        | 0        | 1        | 0        | 0        |          |
| 14                | Juan José Rodríguez | AD San Carlos        | 23.06.1967 | 0        | 0        | 0        | 0        | 0        |          |
| 21                | Pablo Chinchilla    | LD Alajuelense       | 21.12.1978 | 0        | 0        | 0        | 0        | 0        |          |
| 22                | Carlos Castro       | LD Alajuelense       | 10.09.1978 | 3        | 0        | 1        | 0        | 0        |          |
| Mittelfeldspieler |                     |                      |            |          |          |          |          |          |          |
| 6                 | Wílmer López        | LD Alajuelense       | 03.08.1971 | 3        | 0        | 0        | 0        | 0        |          |
| 8                 | Mauricio Solís      | LD Alajuelense       | 13.12.1972 | 3        | 0        | 1        | 0        | 0        |          |
| 10                | Walter Centeno      | CD Saprissa          | 06.10.1974 | 3        | 0        | 1        | 0        | 0        |          |
| 13                | Daniel Vallejos     | CS Herediano         | 27.05.1981 | 0        | 0        | 0        | 0        | 0        |          |
| 15                | Harold Wallace      | LD Alajuelense       | 07.09.1975 | 3        | 0        | 0        | 0        | 0        |          |
| 16                | Steven Bryce        | LD Alajuelense       | 16.08.1977 | 0        | 0        | 0        | 0        | 0        |          |
| 19                | Rodrigo Cordero     | CS Herediano         | 04.12.1973 | 0        | 0        | 0        | 0        | 0        |          |
| Stürmer           |                     |                      |            |          |          |          |          |          |          |
| 7                 | Rolando Fonseca     | LD Alajuelense       | 06.06.1974 | 2        | 0        | 0        | 0        | 0        |          |
| 9                 | Paulo Wanchope      | Manchester City      | 31.07.1976 | 3        | 1        | 0        | 0        | 0        |          |
| 11                | Rónald Gómez        | OFI Kreta            | 24.01.1975 | 3        | 2        | 1        | 0        | 0        |          |
| 12                | Winston Parks       | Udinese Calcio       | 12.10.1981 | 2        | 1        | 0        | 0        | 0        |          |
| 17                | Hernán Medford      | CD Saprissa          | 23.05.1968 | 2        | 0        | 0        | 0        | 0        |          |
| 20                | William Sunsing     | CS Herediano         | 12.05.1977 | 0        | 0        | 0        | 0        | 0        |          |
| Trainer           |                     |                      |            |          |          |          |          |          |          |
|                   | Alexandre Guimarães |                      | 07.11.1959 |          |          |          |          |          |          |

## Vorrunde
Gruppe C (Brasilien, Türkei, Costa Rica, China)
- Costa Rica –  China 2:0 (0:0)

Dienstag, 4. Juni 2002, 15:30 Uhr Ortszeit, Gwangju
Schiedsrichter: Vassaras (Griechenland)
Costa Rica: Lonnis – Marin, Wright, Martinez, Castro – Wallace (70. Bryce), Solis, Centeno – Gomez – Fonseca (57. Medford), Wanchope (80. Lopez)
China: Jiang – Xu, Fan (74. Yu), W. Li, Wu – Sun (26. Qu), X. Li, T. Li, Ma – C. Yang (66. Su), Hao
Tore: 1:0 Gomez (61.), 2:0 Wright (64.)
Gelbe Karten: Marin, Solis, Gomez, Centeno – T. Li, Xu, X. Li
Zuschauer: 27.217
Durch Tore von Gomez und Wright wurde das Spiel nach einer Stunde innerhalb von vier Minuten für die Mittelamerikaner entschieden. Costa Rica war jedoch keineswegs besser als China, sondern einfach nur zielstrebiger. Nachdem am Vortag Brasilien die Türkei mit 2:1 besiegt hatte, übernahm nun Costa Rica die Tabellenführung.
- Costa Rica –  Türkei 1:1 (0:0)

Sonntag, 9. Juni 2002, 18:00 Uhr Ortszeit, Incheon
Schiedsrichter: Codjia (Benin)
Costa Rica: Lonnis – Wright, Marin, Martinez, Castro – Wallace (77. Bryce), Lopez (77. Parks), Solis, Centeno (67. Medford) – Gomez, Wanchope
Türkei: Recber – Akyel, Özat, Asik – Davala, Belözoglu, Kerimoglu (87. Erdem), Bastürk (79. Kahveci), Penbe – Sas – Sükür (75. Mansiz)
Tore: 0:1 Belözoglu (56.), 1:1 Parks (86.)
Gelbe Karten: Martinez, Castro – Asik, Kerimoglu, Belözoglu
Zuschauer: 42.299
Nach dem Tor zum 0:1 in der 56. Minute durch Emre Belözoglu sah es bis kurz vor Schluss nach einer Niederlage aus. Dann glich Winston Parks völlig verdient zum Remis aus. Durch dieses Ergebnis war Brasilien, welches am Vortag China 4:0 besiegt hatte, vorzeitig für das Achtelfinale qualifiziert und China bereits vor dem letzten Gruppenspiel ausgeschieden. Costa Rica musste zwar die Tabellenführung an Brasilien abgeben, lag aber mit vier Punkten auf dem zweiten Platz. Entsprechend der Ausgangslage durfte somit das letzte Gruppenspiel gegen Brasilien nicht verloren werden.
- Costa Rica –  Brasilien 2:5 (1:3)

Donnerstag, 13. Juni 2002, 15:30 Uhr Ortszeit, Suwon
Schiedsrichter: al-Ghandour (Ägypten)
Costa Rica: Lonnis – Martinez (74. Parks), Marin, Wright – Wallace (46. Bryce), Solis (65. Fonseca), Centeno, Lopez, Castro – Wanchope, Gomez
Brasilien: Marcos – Lucio, Polga, Edmilson – Cafu, Silva, Paulista (61. Ricardinho), Junior - Rivaldo (72. Kaka) – Ronaldo, Edilson
Tore: 0:1 Ronaldo (10.), 0:2 Ronaldo (13.), 0:3 Edmilson (38.), 1:3 Wanchope (40.), 2:3 Gomez (57.), 2:4 Rivaldo (63.), 2:5 Junior (65.)
Gelbe Karte: Cafu
Costa Rica versuchte nicht ein 0:0 zu halten, sondern offensiv zu spielen und lag nach 38 Minuten 0:3 zurück. Es gelang jedoch noch vor der Halbzeit auf 1:3 zu verkürzen. Da die Türkei zu diesem Zeitpunkt mit 2:0 gegen China führte, hätte dies bereits aufgrund eines Tores das Aus für Costa Rica bedeutet. In der zweiten Halbzeit schaffte Costa Rica es noch zwischenzeitlich auf 2:3 zu verkürzen und konnte damit für sechs Minuten vom Achtelfinale träumen ehe Brasilien mit einem Doppelschlag das Spiel entschied. Da die Türkei ihr Spiel mit 3:0 gegen China gewann, schied Costa Rica als Dritter aus. Ein Unentschieden hätte Costa Rica demnach ins Achtelfinale gebracht.
| Endstand Gruppe C |            |      |        |
| Rang              | Land       | Tore | Punkte |
| 1                 | Brasilien  | 11:3 | 9      |
| 2                 | Türkei     | 5:3  | 4      |
| 3                 | Costa Rica | 5:6  | 4      |
| 4                 | China      | 0:9  | 0      |